# Cherry Grove (Washington)
Cherry Grove  est une census-designated place américaine de l'État de Washington dans le comté de Clark. 
La population était de 546 habitants en 2010.